# Опиок, Николай Афанасьевич
Опиок Николай Афанасьевич (род. 20 ноября 1935 года) — белорусский советский художник, живописец, сценограф, заслуженный деятель искусств Республики Беларусь (2002).

## Биография
Родился в деревне Макаровка Дубровенского района (БССР). Окончил Минское художественное училище (1957), Белорусский государственный театрально-художественный институт (1964).
Работал художником-постановщиком в Гродненском областном драматическом театре, был ответственным секретарём правления Гродненской областной организации Союза художников БССР (с 1973).
Член Белорусского союза художников с 1966 года.
В персональном творчестве предпочитает жанры натюрморта, пейзажа, портрета, фигуративной и исторической картины. На его картинах можно встретить как персонажей белорусской истории и культуры, так и современников, тоже внесших вклад в белорусскую культуру. Демонстрировал свои работы на многочисленных выставках в Белоруссии, а также в странах ближнего (Россия, Польша) и дальнего (Голландия, Германия, Италия) зарубежья.
С 2005 года руководитель студии военных художников Государственного культурно-досугового учреждения «Центральный дом офицеров Вооруженных сил Республики Беларусь». Будучи руководителем этой студии, Николай Опиок много работает в батальном жанре и жанре парадного военного портрета.
Живёт в Минске. Жена — Тамара Николаева-Опиок — заслуженная артистка Беларуси, актриса Купаловского театра, дочь Наталья — скульптор, член-корреспондент РАХ (2021).

## Награды и звания
- заслуженный деятель искусств Республики Беларусь (2002)[2]
- лауреат Премии Президента Республики Беларусь
- кавалер ордена Франциска Скорины (2011)
- лауреат специальной премии Президента Республики Беларусь деятелям культуры и искусства (2007)[3]
- почётный член Российской академии художеств (2017)[4]
- почётный гражданин Дубровенского района (2018)[5]